# Глебовский, Иван Елизарьевич
Иван Елизарьевич Глебовский (ок. 1733 — ок. 1797) — действительный статский советник, вице-губернатор («поручик правителя») Санкт-Петербургской губернии.

## Биография
Родился около 1733 года; происходил из мелкопоместных дворян Глебовских. Отец его Елизарий Софонович был дворцовым стряпчим; а дядя, Панкратий Софонович, служил в Преображенском лейб-гвардии полку, 23 апреля 1703 года отличился при осаде Ниеншанца, в 1722 года был назначен обер-вальдмейстером, а в 1723 году произведён из майоров гвардии в бригадиры. 
Иван Глебовский поступил 14 мая 1745 года в Сухопутный шляхетский корпус, по окончании которого в 1752 году был оставлен при нём «ко обучению кадет»; в 1754 году был сержант; с 1762 года — майор. Преподавал в корпусе русский и немецкий языки, механику и математику, с 25 февраля 1765 года числился «главным инспектором над всеми классами».
В июле 1768 года он подал челобитную с просьбой о переводе в армию полковником и 18 ноября 1768 года был направлен в распоряжение Г. Г. Орлова. 
После перехода в статскую службу, 31 марта 1774 года получил чин коллежского советника и был назначен в Берг-коллегию, с 10 апреля был старшим советником и вице-президентом Канцелярии опекунства иностранных. В 1775 году был направлен в инспекционную поездку для ревизии казённых и частных заводов в Казани, на Урале и в Поволжье, разоренных войсками Пугачева. 
С 27 ноября 1775 года — председатель Смоленской уголовной палаты, с 7 октября 1779 года — председатель Петербургской уголовной палаты; с 28 июля 1781 года вице-губернатор («поручик правителя») Петербургской губернии (уже в чине действительного статского советника). 
Уволен от службы 24 мая 1782 году по состоянию здоровья с пенсией полного оклада. В 1785 году числился по спискам на службе. Умер, по-видимому, в конце 1796 года или начале 1797 года; указом Правительствующему сенату от 4 февраля 1797 года Павел I утвердил завещание — «духовную действ. статского советника Глебовского».
По свидетельству Новикова, Глебовский напечатал по поручению Екатерины II в 1774 году 1-ю часть «Древнего Летописца» (СПб., при Императорской Академии наук), рукопись которого находилась в комнатной библиотеке императрицы (вторая часть была напечатана в 1775 году Козицким). «Летописец» напечатан за счёт кабинета, с предоставлением всех печатных экземпляров в пользу трудившихся над его изданием. Часть, напечатанная Глебовским, страдает дефектами вследствие частых пропусков. Вероятно, он же принимал участие в переводе с французского (переводчиками обозначены Ив. Глебовской и Алексей Голостенов) «Новаго курса Математического для артиллеристов и инженеров» Беллидора (в 2-х ч. СПб., 1766—1769 гг., с чертежами).
Глебовский был дружен с воспитателем Павла І С. А. Порошиным, который давал ему, в числе немногих, читать свои записки. В них приводится отзыв о Глебовском писателя А. П. Сумарокова, сказавшего, «что таких людей у нас на Руси не много, что это человек прямо дельной; что хотя не имеет в себе много блистательного, однако, когда его хорошенько рассмотришь и узнаешь, то окажется, что он истинно человек почтенной».